# Tour des trois provinces
Le Tour des Trois Province  (en italien Giro delle Tre Provincie) est une ancienne course cycliste en ligne italienne disputée de 1964 à 1971 à Camucia en Toscane. 
L'épreuve se disputait autour de Camucia, localité du centre de l'Italie, dans la Province d'Arezzo, région Toscane.

## Palmarès
| Année | Vainqueur              | Deuxième           | Troisième          |
| ----- | ---------------------- | ------------------ | ------------------ |
| 1964  | Marino Vigna           | Gianni Motta       | Danilo Ferrari     |
| 1965  | Franco Cribiori        | Italo Zilioli      | Imerio Massignan   |
| 1966  | Aldo Moser             | Guido Carlesi      | Flaviano Vicentini |
| 1967  | Aldo Pifferi           | Domenico Meldolesi | Michele Dancelli   |
| 1968  | Luciano Armani         | Vito Taccone       | Alfio Poli         |
| 1969  | Albert Van Vlierberghe | Vito Taccone       | Aldo Balasso       |
| 1970  | Franco Bitossi         | Dino Zandegu       | Luigi Sgarbozza    |
| 1971  | Arnaldo Caverzasi      | Angelo Bassini     | Giorgio Favaro     |